# 112: Feuerwehr im Einsatz
112: Feuerwehr im Einsatz ist eine deutsche Doku-Reihe, die erstmals am 17. Dezember 2017 auf DMAX ausgestrahlt wurde.

## Inhalt und Beschreibung
In der Doku-Reihe werden echte Berufsfeuerwehrleute bei ihrem Alltag und ihren Einsätzen begleitet. Dabei tragen einige Kräfte eine Body-Cam, um einen möglichst authentischen Eindruck zu vermitteln. Kommentiert wird das Geschehen sowohl von dem Off-Erzähler Stephan Benson als auch von beteiligten Einsatzkräften. Vom Konzept ähnelt die Serie dem WDR-Format Feuer und Flamme, bei der Feuerwehrleute ebenfalls Bodycams tragen und deren Produktion in etwa zeitgleich begann. Aktuell sind neben der klassischen Kamerabegleitung auf den Wachen rund 100 Spezialkameras im Einsatz.
Die Sendung ist eines der drei stärksten Prime-Time-Formate bei DMAX und somit maßgeblich mitverantwortlich für den Erfolg des Senders. Die Geschichten der Lebensretter erreichten im Jahr 2024 mit all ihren Ausstrahlungen eine Zuschauerschaft im zweistelligen Millionenbereich. Insgesamt ist „112: Feuerwehr im Einsatz“ mit über hundert Folgen eines der am längsten laufenden Formate des Senders.
Die teilnehmenden Feuerwehren teilen sich in den ersten neun Staffeln wie folgt auf:
| Feuerwehr      | Staffeln | Staffeln | Staffeln | Staffeln | Staffeln | Staffeln | Staffeln | Staffeln | Staffeln |
| Feuerwehr      | 1        | 2        | 3        | 4        | 5        | 6        | 7        | 8        | 9        |
| -------------- | -------- | -------- | -------- | -------- | -------- | -------- | -------- | -------- | -------- |
| Delmenhorst    |          |          |          |          |          |          |          |          |          |
| Dortmund       |          |          |          |          |          |          |          |          |          |
| Krefeld        |          |          |          |          |          |          |          |          |          |
| Flensburg      |          |          |          |          |          |          |          |          |          |
| Gießen         |          |          |          |          |          |          |          |          |          |
| Hagen          |          |          |          |          |          |          |          |          |          |
| Kaiserslautern |          |          |          |          |          |          |          |          |          |
| Saarbrücken    |          |          |          |          |          |          |          |          |          |
| Chemnitz       |          |          |          |          |          |          |          |          |          |
| Iserlohn       |          |          |          |          |          |          |          |          |          |
| Gera           |          |          |          |          |          |          |          |          |          |
| Düsseldorf     |          |          |          |          |          |          |          |          |          |
| Hildesheim     |          |          |          |          |          |          |          |          |          |
| Lünen          |          |          |          |          |          |          |          |          |          |
| Potsdam        |          |          |          |          |          |          |          |          |          |
| Frechen        |          |          |          |          |          |          |          |          |          |
| Mainz          |          |          |          |          |          |          |          |          |          |
| Fürstenwalde   |          |          |          |          |          |          |          |          |          |
| Bautzen        |          |          |          |          |          |          |          |          |          |
| Dresden        |          |          |          |          |          |          |          |          |          |

## Ausstrahlung und Einschaltquoten
Die Pilotfolge wurde am Sonntag, den 17. Dezember 2017 ausgestrahlt. Die erste Folge, in der die Hamburger Feuerwehr von FILMREIF TV begleitet wurde, war mit einer Quote von 4,0 Prozent in der Zielgruppe der 14- bis 49-Jährigen für DMAX ein Erfolg. Danach wurde die erste Staffel ab dem 30. Januar 2018 immer dienstags im Abendprogramm von DMAX gesendet. Die erste Staffel erreichte eine Einschaltquote von 2,9 %. Die zweite Staffel wurde ab dem 23. Oktober 2018 dienstags im Abendprogramm ausgestrahlt und erreichte einen Marktanteil von 3,1 %.
Im Januar 2019 begannen die Dreharbeiten für die dritte Staffel, welche ab dem 17. September 2019 ausgestrahlt wurde. Die Dreharbeiten für die vierte Staffel, starteten im Januar 2020. Ausgestrahlt wurde diese ab dem 7. Januar 2021. Ab dem 13. Januar 2022 wurde die fünfte Staffel ausgestrahlt. Gedreht wurde diese im Jahr 2021.
Ab dem 29. September 2022 wurde die sechste Staffel ausgestrahlt. Die Dreharbeiten schlossen lückenlos an das Drehende der fünften Staffel an.
Am 31. Dezember 2022 erschien die erste Folge der siebten Staffel auf der DMAX-Webseite. Die TV-Ausstrahlung der siebten Staffel fand dann im Frühjahr 2023 statt. Gezeigt wurden 10 Folgen.
Die achte Staffel der Sendung hatte ihre TV-Premiere am 28. September 2023. Die bereits neunte Staffel knapp ein halbes Jahr später am 7. März 2024. Am 19. Dezember 2024 ging die 100. Folge über den Sender. Aktuell arbeitet die Produktionsfirma bereits an der 12. Staffel, die ab Oktober 2025 bei DMAX ausgestrahlt werden soll.

## Episoden
| Ep. | Staffel 1                | Staffel 2                   | Staffel 3                     | Staffel 4                     | Staffel 5                      | Staffel 6                      | Staffel 7                            | Staffel 8                        | Staffel 9                       | Staffel 10                           | Staffel 11                      |
| --- | ------------------------ | --------------------------- | ----------------------------- | ----------------------------- | ------------------------------ | ------------------------------ | ------------------------------------ | -------------------------------- | ------------------------------- | ------------------------------------ | ------------------------------- |
| 1   | Gasalarm                 | Hoch hinaus!                | Gefährliche Straßen           | Rettung in letzter Sekunde!   | Volle Eskalation!              | Rettung aus dem Wald           | Ein Bauernhof brennt                 | Ein Reh auf Abwegen              | Durchzündung im Dachstuhl       | Rettung vom Spielturm                | Kinder von Rauch eingeschlossen |
| 2   | Der Feuerteufel          | Feuer unterm Dach!          | Dumm gelaufen!                | Die Hütte brennt!             | Türöffnung unter Polizeischutz | Eingeschlossen!                | Der Lösch-Marathon                   | Brandstiftung im Hochhaus        | Der Einstellungstest            | Glühender Zugwaggon                  | Küchenherd legt Aufzug lahm     |
| 3   | Hochhaus in Flammen      | Die Zerreißprobe            | Schaumparty!                  | Möwe auf Abwegen              | Feuer im Reihenhaus            | Einsatz am U-Bahnhof           | Auto im Fluss versenkt               | Flucht aufs Dach                 | Trambahn entgleist              | Hund in Klärgrube                    | Drama auf dem Spielplatz        |
| 4   | Feuer in der Fabrik      | Brandstifter!               | Auf den Hund gekommen!        | Verzwickte Lage               | Bombendrohung                  | Feuerwehr ruft Feuerwehr       | Einsatz für die Spezialeinheiten     | Rettung mit Gegenwehr            | Herausfordernde Höhenrettung    | Einsatz für den Rüstwagen-Kran       | Hilfe in letzter Sekunde!       |
| 5   | Die Belastungsprobe      | Das Inferno                 | Abgestürzt                    | Vorsicht Schlange!            | Sturz in die Tiefe             | Einsturzgefahr!                | Rescue City                          | Auf Leben und Tod                | Rettung aus dem Müllbunker      | Tragischer Baggerunfall              | Überflutung im Parkhaus         |
| 6   | Das Kinderzimmer brennt! | Hinter verschlossenen Türen | Vorsicht, explosiv!           | Großeinsatz!                  | Mutiger Elfjähriger            | Chemielabor in der Küche       | Gefangen in der Tiefgarage           | Einsätze mit Überraschungen      | Transporter unter LKW           | Eine Ladung Waschmaschinen brennt    | Feuerwand auf der Autobahn      |
| 7   | Doppelter Einsatz        | Feuer in der Brandruine     | Der Tank brennt               | Tiere in Not                  | Bange Minuten                  | Rettung vom Kirchendach        | Der Biergarten brennt!               | In der Klemme                    | Massiver Gasaustritt            | Auto durchbricht Hauswand            | Mit Karacho gegen die Wand      |
| 8   | Alarm in der Shisha-Bar  | Großbrand in Delmenhorst    | Der Nebel des Grauens         | Spezial - Hinter den Kulissen | Großbrand im Stahlwerk         | Hilflos in der Baumkrone       | Lagerhalle in Vollbrand              | Feuer auf 20.000 qm              | Einbrecher in der Klemme        | Drehleiter-Rettung aus der Baugrube  | Großeinsatz in Mainz            |
| 9   | Schweres Gerät           | Knifflige Rettung           | Dramatische Menschenrettung   |                               | Doppelter Überschlag           | Fahrerflucht                   | Feuer in Restaurant                  | Huckepack durchs Treppenhaus     | Unfallopfer mit Humor           | Mädchen bricht durch Lichtkuppel     |                                 |
| 10  | Spezial                  | Spezial - Best Of           | Feuer im Kaufhaus             |                               | Spezial: Gefährlicher Alltag   | Spezial: Spektakuläre Einsätze | Spezial: Besondere Herausforderungen | Spezial: Unerwartete Situationen | Spezial: Die stärksten Einsätze | Spezial: Nicht alltägliche Einsätze! |                                 |
| 11  |                          |                             | Die Lokomotive brennt!        |                               |                                |                                |                                      |                                  |                                 |                                      |                                 |
| 12  |                          |                             | Spezial - Die besten Einsätze |                               |                                |                                |                                      |                                  |                                 |                                      |                                 |